# Herb gminy Bielsk
Herb gminy Bielsk – symbol gminy Bielsk.

## Wygląd i symbolika
Herb przedstawia na tarczy na tarczy z czarną bordiurą w polu czerwonym głowę świętego Jana Chrzciciela umieszczoną w złotej misie. Karnacja twarzy cielista, rysunek oczu, nosa, ust, brody i wąsów – czarny. Twarz z lewego profilu skierowana w (heraldycznie) prawą stronę. Oczy zamknięte.
Herb nawiązuje do wezwania kościoła parafialnego w Bielsku.